# Arthur Budgett
Arthur Budgett (26 de mayo de 1916 - 21 de junio de 2011) fue un entrenador de caballos de carrera que fue una de sólo dos personas que han criado, pertenecido y entrenado a dos ganadores del Derby.
Basado en la finca deWhatcombe en Oxfordshire, Budgett fue un entrenador británico campeón de carreras en 1969.
Budgett compró el molino Windmill Girl en 1962. Dos de sus potros fueron llamados después de dos vecindarios en Norfolk, Blakeney y Morston.
Arthur se retiró en 1975.